# Liten larvmördare
Liten larvmördare (Calosoma inquisitor) är en skalbagge i familjen jordlöpare (Carabidae).  

## Kännetecken
Liten larvmördare är mörkare och mindre än praktlarvmördare. Längd 10-20 mm.

## Utbredning
Liten larvmördare finns i större delen av Europa samt Nordafrika och Asien. I Sverige sällsynt från Skåne till Dalarna. 

## Levnadssätt
Både den vuxna skalbaggen och larven lever i lövträd, särskilt ek, där de äter fjärilslarver från bland annat ekvecklare. 